# HMS Bellerophon (1786)
La prima HMS Bellerophon della Royal Navy fu un vascello di terza classe Arrogant di 74 cannoni, varata il 6 ottobre 1786 sul fiume Medway vicino a Chatham. Il nome è un omaggio all'eroe della mitologia greca Bellerofonte, ma avendo problemi con la pronuncia del suo nome era stata soprannominata dal suo equipaggio Billy Ruffian.

## Servizio

### Guerre napoleoniche
Nel 1794 combatté nella battaglia del glorioso primo di giugno, nel corso della quale costrinse alla resa il 74 cannoni francese Eole, partecipando in seguito a diverse azioni nel corso del blocco navale della Francia. Tornò in mare nel maggio 1795 dopo essere stata ancorata tre mesi nel Solent; fu a Spithead il 1º maggio, quando la HMS Boyne prese fuoco ed esplose; Bellerophon soccorse dodici uomini. 
Nel 1797 al comando del capitano Henry d'Esterre Darby venne assegnata allo squadrone dell'ammiraglio Horatio Nelson. Nel corso della battaglia del Nilo venne costretta a sganciarsi, dopo aver perso l'alberatura, dal 120 cannoni francese Orient. Nel corso della ritirata venne colpita anche dall'80 cannoni francese Tonnant perdendo complessivamente 193 membri dell'equipaggio (feriti o uccisi).
Nel 1805 al comando del capitano John Cooke partecipò alla battaglia di Trafalgar, dove sconfisse il 74 cannoni francese Aigle. Il suo equipaggio, ispirato dal segnale di Nelson "L'Inghilterra si aspetta che ogni uomo faccia il suo dovere", incise sui cannoni le parole Bellerophon: Death or Glory ("Bellerophon: Morte o Gloria"). Nel corso della battaglia perse 174 uomini, compreso il comandante.
Durante le guerre napoleoniche servirono a bordo del Bellerophon il futuro esploratore artico John Franklin e Matthew Flinders che mappò la costa australiana nel 1801-1803 al comando dello HMS Investigator.

### Napoleone sulBellerophon
La mattina presto del 15 luglio 1815, a Rochefort, Napoleone Bonaparte si imbarcò sul brigantino Épervier e si consegnò a bordo della Bellerophon al comandante Frederick Lewis Maitland. Mentre si avvicinava alla nave inglese, il Superb da 74 cannoni, battente bandiera del vice ammiraglio Hotham, fu avvistato in avvicinamento. Preoccupato che il brigantino potesse non raggiungere la Bellerophon prima dell'arrivo del Superb, e che di conseguenza Hotham prendesse il controllo e ricevesse lo stesso Napoleone, Maitland inviò una lancia del Bellerophon per recuperare l'ex imperatore e trasferirlo sulla nave. Tra le 6 e le 7 del mattino, la scialuppa si affiancò alla Bellerophon e il generale Henri Gatien Bertrand salì a bordo, seguito da Napoleone. I marinai si misero sull'attenti e Napoleone si avvicinò al cassero, si tolse il cappello a Maitland e annunciò in francese "Sono venuto per affidarmi alla protezione del vostro principe e delle vostre leggi". Maitland si inchinò in risposta. Con l'ex imperatore in custodia a bordo di una nave da guerra britannica, le guerre napoleoniche erano finalmente terminate. Per lo storico marittimo David Cordingly, questo momento fu il "culmine della gloria [quando] sei settimane dopo la battaglia di Waterloo, Napoleone, intrappolato a Rochefort, si arrese al capitano della nave che lo aveva perseguitato per più di vent'anni".

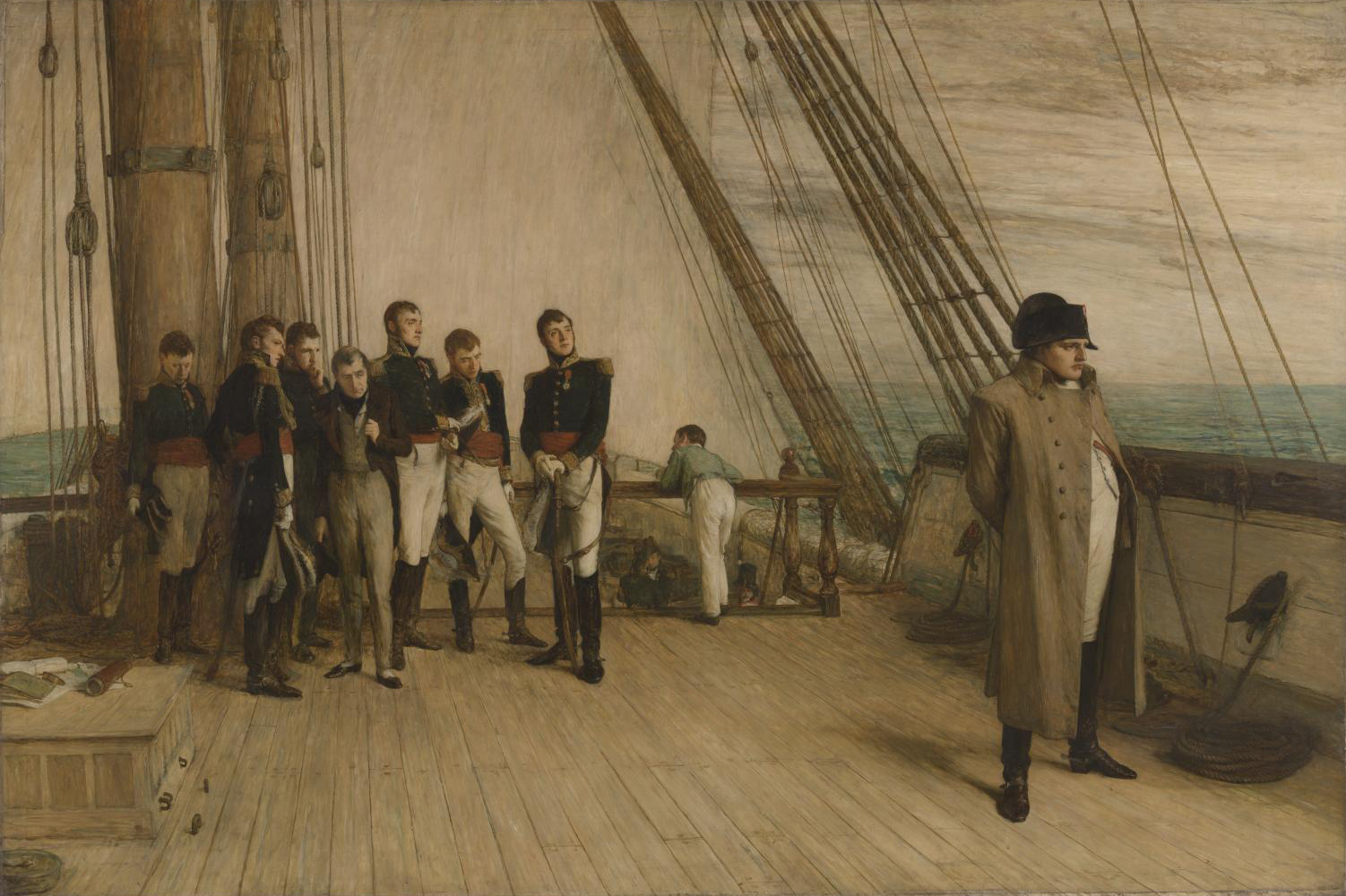
Napoleone Bonaparte osserva la costa francese allontanarsi alla vista a bordo della Bellerophon, il 23 luglio 1815

Maitland mostrò a Napoleone la grande cabina che aveva messo a sua disposizione, e gli fece fare un giro della nave. Alle 10:30, la Superb ancorò in rada e Maitland andò a fare il suo rapporto. Hotham approvò i suoi accordi e acconsentì che Napoleone fosse trasportato in Inghilterra a bordo del Bellerophon. Salì lui stesso sulla nave per incontrare l'ex imperatore, e nella grande cabina si tenne una cena, alla presenza del seguito di Napoleone e di ufficiali britannici. Il giorno seguente Napoleone visitò Hotham sulla Superb e, dopo il suo ritorno, Maitland iniziò il viaggio verso l'Inghilterra in compagnia della HMS Myrmidon. Ben presto si sviluppò una routine, con Napoleone che di solito faceva una passeggiata sul ponte intorno alle 17:00, seguita da una cena formale alle 18:00. I marinai e gli ufficiali si toglievano il cappello e si tenevano a distanza quando Napoleone saliva sul ponte, parlando con lui solo se glielo consentiva. La routine fu interrotta leggermente la mattina presto del 23 luglio, quando la Bellerophon giunse in vista di Ouessant: Napoleone salì sul ponte di poppa, assistito da un guardiamarina, e trascorse la mattinata a guardare la costa che si allontanava lentamente dalla vista. Quello era l'ultimo pezzo di terra francese visibile per il resto del viaggio. Poco dopo venne raggiunto dai membri del suo seguito, anche se non parlò con nessuno di loro.
La Bellerophon gettò l'ancora al largo di Brixham la mattina del 24 luglio, e lì Maitland ricevette l'ordine dall'ammiraglio Lord Keith di "impedire a qualsiasi persona di salire a bordo della nave che comandate, tranne gli ufficiali e gli uomini che compongono il suo equipaggio". Nonostante avessero allontanato le barche a terra che si avvicinavano alla nave da guerra ancorata portando pane fresco e frutta da vendere, alla fine trapelò la voce che Napoleone fosse a bordo della nave. La notizia fece scalpore e presto un gran numero di barche piene di turisti circondarono la nave. Di tanto in tanto Napoleone usciva per guardarli, ma nonostante le suppliche di alcune persone di poter salire a bordo, Maitland si rifiutò di consentire qualsiasi contatto tra la nave e la costa. Il 26 luglio la Bellerophon ricevette l'ordine di procedere verso il porto di Plymouth dove Lord Keith era ancorato a bordo della sua nave ammiraglia HMS Ville de Paris. Napoleone rimase a bordo della Bellerophon e la nave fu tenuta isolata dalle folle di curiosi da due navi da guardia, la HMS Liffey e la HMS Eurotas, ancorate a portata di mano.
La nave da guerra inglese trascorse due settimane nel porto di Plymouth mentre le autorità prendevano una decisione su cosa fare con Napoleone. Il 31 luglio comunicarono la loro decisione all'ex imperatore. Napoleone doveva essere esiliato nella remota isola di Sant'Elena. Gli sarebbe stato permesso di prendere tre ufficiali, il suo chirurgo e dodici servitori. Napoleone, che aveva sperato di potersi insediare tranquillamente in Gran Bretagna, fu amaramente deluso dalla notizia. L'ammiragliato era preoccupato che la vecchia nave non fosse adatta per il lungo viaggio verso l'Atlantico meridionale, e, pertanto, per trasportare il prigioniero venne scelta HMS Northumberland da 74 cannoni. Il 4 agosto, Lord Keith ordinò alal Bellerophon di prendere il mare e attendere l'arrivo dell'HMS Northumberland. Il 7 agosto Napoleone ringraziò Maitland e il suo equipaggio per la loro gentilezza e ospitalità, e lasciò la Bellerophon dove aveva trascorso più di tre settimane senza mai sbarcare in Inghilterra. Salì a bordo del Northumberland, che poi salpò per Sant'Elena.
Il resoconto del capitano Maitland del tempo trascorso da Napoleone a bordo della sua nave fu pubblicato nel 1826.

## Gli ultimi anni
Nell'ottobre 1815 venne trasformata in nave prigione. Il 5 ottobre 1824 venne rinominata Captivity e nel gennaio 1836 venne venduta.